# 7エンジェルズ・7プレイグス
7エンジェルズ・7プレイグス(英: 7 Angels 7 Plagues)はアメリカ合衆国ミルウォーキー出身のメタルコアバンドである。
解散から10年以上経った現在も、ミルウォーキーを中心に多くの若手ハードコア、メタルバンドに影響を与え続けている。

## 来歴
1999年にCastahead、Intercedeの2バンドを前身として結成。当初のメンバーはジャレッド・ローガン（ドラム）、カイル・ジョンソン（ベース）、マット・マテラ（ギター）、ライアン・モーガン（ギター）、ティモ・リオス（ボーカル）の5人。2000年にリオスに代わりマット・ミクソンが加入。同年、自主レーベルよりデモEP『Until the Day Breathes and the Shadows Flee』を発表しアメリカ中西部を周るツアーを行う 。2001年にUprising Recordsより『Jhazmyne's Lullaby』をリリース。この作品についてAllmusicは「グツグツした釜のような音」と称し、カナダの音楽雑誌Exclaim!は「非常に攻撃的、かつメロディアス」だと述べ、また音やアートワークなどにジャズからの影響についても指摘した。
アルバムのリリース後にミクソンが脱退し、それに伴ってリオスが復帰。その後のツアーでサポートを務めることになる。しかしツアー真っ最中の2002年、同行していたCompromiseのメンバーが交通事故に遭ってしまう。その矢先にリオスが再び脱退すると、Compromiseのボーカリストだったジェシー・ザラスカが加入。数ヵ月後、中心メンバーだったローガンが脱退すると、間もなくバンドも解散となった。解散後、Uprisingより『Until the Day Breathes and the Shadows Flee』のリマスター盤がリリースされた。
その後、メンバーはミザリー・シグナルズ、Dead to Fall、Burning Empireなどのバンドに参加し、活動を続けている。2005年には再結成を果たし、3度に渡ってチャリティーライブを行った。同ライブにはミザリー・シグナルズのドラマー、ブレンダン・モーガンも参加した。マテラはAmerican Modern Studiosを立ち上げ、レコーディング、マスタリングといった録音業を行っている。

## メンバー
最終メンバー
- マット・ミクソン - ボーカル (Burning Empires)
- マット・マテラ - ギター (Dream Party, Royalty In Exile, Dead To Fall, Adriell, Black Candy)
- ライアン・モーガン - ギター (Misery Signals, Burning Empires)
- カイル・ジョンソン - ベース (Misery Signals, Burning Empires)
- ジャレッド・ローガン - ドラム (Martyr A.D.)

過去メンバー
- ティモ・リオス - ボーカル
- ジェシー・ザラスカ - ボーカル (ex-Misery Signals, Compromise)※最終ライブのみ

## ディスコグラフィー
- Until the Day Breathes and the Shadows Flee (セルフリリース, 2000)
- Jhazmyne's Lullaby (Uprising Records, 2001)